# Карвизи-Кабанети (Бергамо)
Карвизи-Кабанети је насеље у Италији у округу Бергамо, региону Ломбардија.
Према процени из 2011. у насељу је живело 216 становника. Насеље се налази на надморској висини од 234 м.